# Mohamed Lahyani
Mohamed Lahyani (Souss-Massa-Draâ, 27 giugno 1966) è un giudice di tennis svedese di origini marocchine.

## Biografia
È nato in Marocco nel 1966. La sua famiglia emigrò in Svezia quando lui era un bambino.

Attualmente vive in Spagna con la sua famiglia.

## Carriera
Ha ottenuto il certificato Gold nel 1997, la massima certificazione possibile, dall'International Tennis Federation. In carriera ha partecipato a tutti i tornei del Grande Slam, riuscendo ad arbitrare la finale del singolare maschile a Wimbledon 2013. Sempre nel torneo londinese è stato uno dei protagonisti del match più lungo nella storia del tennis, disputatosi tra il 22 e il 24 giugno 2010.
Nel 2018, durante gli US Open 2018, nel match di terzo turno tra Nick Kyrgios e Pierre-Hugues Herbert, è stato al centro di diverse polemiche in quanto è sceso dalla sedia ed è andato ad incoraggiare Kyrgios.
A seguito di questo fatto la direzione del torneo decide di non punirlo, assegnandolo comunque solo ai match nei campi minori.
Il 19 settembre la ATP rende noto che hanno deciso di sospenderlo per due tornei consecutivi.